# 12. julij
12. julij je 193. dan leta (194. v prestopnih letih) v gregorijanskem koledarju. Ostaja še 172 dni.

## Dogodki
- 480 pr. n. št. – pri Termopilah se spopadejo Grki in Perzijci
- 1690 – vojska Viljema III. zmaga v bitki pri Boynu proti Jakobu II.
- 1759 – Britanci začno iz Lévisa obstreljevati francoski Québec
- 1790 – francoska narodna skupščina sprejme »civilno konstitucijo za duhovnike«, s katero poskuša reorganizirati katoliško cerkev na nacionalni podlagi
- 1812 – ZDA pri Windsorju (Ontario) napadejo Kanado
- 1821 – José de San Martín vkoraka v Limo
- 1862 – ameriški Kongres odobri uvedbo medalje časti
- 1921 – odpravljena deželna vlada za Slovenijo
- 1924 – jugoslovanska vlada izda malo obznano, s katero razpusti vse delavske organizacije
- 1929 – Hermann Knaus objavi metodo za izračun plodnih in neplodnih dni
- 1941 – ZSSR in Združeno kraljestvo v Moskvi podpišeta sporazum o vzajemni pomoči
- 1943 – ustanovljen Nacionalni komite svobodne Nemčije
- 1944 – zadnji ministrski svet Vichya
- 1945 – v Los Alamosu eksplodira prva, poskusna atomska bomba
- 1947 – v Parizu se sestanejo predstavniki 16 držav, da bi preučili Marshallov načrt
- 1950 – René Pleven postane francoski predsednik vlade
- 1962 – v londonskem klubu Marquee prvič javno nastopijo The Rolling Stones
- 1967 – v štiridnevnih rasnih nemirih v Newarku (New Jersey) umre 27 ljudi
- 1970 – Heyerdahlova ladja Ra II s priplutjem v Barbados konča plovbo čez Atlantski ocean
- 1975 – Sao Tome in Principe postane neodvisna država
- 1979 – Kiribati postane neodvisna država
- 1993 – cunami na japonskem otočku Okuširi zahteva 202 smrtni žrtvi
- 1998 – izide različica 1.0 namizja KDE
- 2002 – vrhovno sodišče v Ontariu (Kanada) razsodi, da mora provinca priznati istospolne poroke
- 2004:
  - potres z močjo 4,5 stopnje z epicentrom pri Kobaridu
  - Pedro Santana Lopes postane portugalski predsednik vlade

## Rojstva
- 1172 – Macudono Moroie, zadnji japonski regent iz klana Fudživara († 1238)
- 1730 – Josiah Wedgwood, angleški lončar († 1795)
- 1807 – Thomas Hawksley, angleški gradbenik († 1893)
- 1813 – Claude Bernard, francoski fiziolog († 1878)
- 1817 – Henry David Thoreau, ameriški pisatelj, filozof († 1862)
- 1819 – Charles Kingsley, angleški pisatelj († 1875)
- 1828 – Nikolaj Gavrilovič Černiševski, ruski pisatelj, filozof in socialist († 1889)
- 1849 – sir William Osler, kanadski zdravnik († 1919)
- 1854 – George Eastman, ameriški izumitelj († 1932)
- 1863 – Albert Calmette, francoski bakteriolog († 1933)
- 1868 – Stefan George, nemški pesnik († 1933)
- 1870 – Louis II., monaški knez († 1949)
- 1880 – Tod Browning, ameriški filmski igralec, filmski režiser († 1962)
- 1884 – Amedeo Modigliani, italijanski slikar, kipar († 1920)
- 1886 – Jean Hersholt, danski igralec, človekoljub († 1956)
- 1895 – Richard Buckminster Fuller, ameriški vizionar, arhitekt, oblikovalec, izumitelj, pisatelj († 1983)
- 1895 – Kirsten Flagstad, norveška sopranistka († 1962)
- 1902 – Günther Anders, nemški pisatelj, filozof, judovskega rodu († 1992)
- 1904 – Pablo Neruda, čilski pesnik, diplomat, nobelovec 1971 († 1973)
- 1915 – Otto Steinert, nemški fotograf, učitelj, zdravnik († 1978)
- 1922 – Michael Ventris, angleški arhitekt, kriptograf († 1956)
- 1934 – Van Cliburn, ameriški pianist
- 1937 – Bill Cosby, ameriški komik
- 1937 – Lionel Jospin, francoski predsednik vlade
- 1952 – Ivo Milovanović, slovenski športni novinar in reporter
- 1971 – Kristi Tsuya Yamaguchi, ameriška umetnostna drsalka

## Smrti
- 783 – Bertrada Laonska, frankovska kraljica (* med 710 in 727)
- 1291 – Herman VII., mejni grof Baden-Badna (* 1266)
- 1330 – Izabela Aragonska, nemška kraljica (* 1305)
- 1361 – Giovanni Dolfin, 57. beneški dož
- 1429 – Jean Gerson, francoski teolog in mistik (* 1363)
- 1536 – Erazem Rotterdamski, nizozemski humanist, teolog in filozof (* 1466)
- 1682 – Jean-Felix Picard, francoski astronom, duhovnik (* 1620)
- 1804 – Alexander Hamilton, ameriški državnik (* 1755)
- 1807 – John Frere, angleški arheolog (* 1740)
- 1874 – Heinrich Ludwig Christian Fritz Reuter, nemški pisatelj (* 1810)
- 1918 – Dragutin Lerman, hrvaški raziskovalec (* 1863)
- 1926 – Gertrude Margaret Lowthian Bell, angleška arheologinja, pisateljica, vohunka (* 1868)
- 1935 – Alfred Dreyfus, francoski častnik judovskega rodu (* 1859)
- 1944 – Sergej Nikolajevič Bulgakov, ruski filozof in teolog (* 1871)
- 1953 – Joseph Jongen, belgijski skladatelj (* 1873)
- 1955 – Ivan Albreht, slovenski pesnik, pisatelj (* 1893)
- 1962 – Roger Wolfe Kahn, ameriški jazzovski glasbenik (* 1907)
- 1966 – Daisecu Teitaro Suzuki, japonski budistični filozof (* 1870)
- 2003 – Benny Carter, ameriški jazzovski glasbenik (* 1907)
- 2011 – Anton Čeh, slovensko-hrvaški dirigent in skladatelj (* 1937)

## Prazniki in obredi
- Kiribati – dan neodvisnosti
- Sao Tome in Principe - dan neodvisnosti
- Mongolija – nadaam, 2. dan
- Severna Irska – dan bitke pri Boynu